# Sydney J. Harris
Sydney J. Harris (Londres, 14 de setembro de 1917 – Chicago, 8 de dezembro de 1986), jornalista e escritor estadunidense.